# Liste der Stolpersteine in Weeze
Die Liste der Stolpersteine in Weeze enthält Stolpersteine, die im Rahmen des gleichnamigen Kunst-Projekts von Gunter Demnig in Weeze verlegt wurden. Mit ihnen soll Opfern des Nationalsozialismus gedacht werden, die in Weeze lebten und wirkten.

## Liste der Stolpersteine
| Nr. | Person             | Adresse                | Inschrift | Bild            | weitere Informationen |
| --- | ------------------ | ---------------------- | --- | --------------- | --- |
|     | Paula Koopmann     | Kevelaerer Straße 32 ⊙ | Hier wohnte Paula Koopmann geb. Baer Jg. 1905 Flucht 1938 Belgien interniert 7.10.1942 Mechelen deportiert 10.10.1942 Auschwitz ermordet 12.10.1942 | Bild gesucht BW | Paula Koopmann geb. Baer wurde am 7.10.1905 in Münster geboren. Sie emigrierte nach Belgien und wurde aus Mechelen (Malines) am 10.10.1942 in das KZ Auschwitz deportiert. Auf Grund fehlender gesicherter Unterlagen wurde sie für tot erklärt. |
|     | Marion Koopmann    | Kevelaerer Straße 32 ⊙ | Hier wohnte Marion Koopmann Jg. 1930 Flucht 1938 Belgien interniert 7.10.1942 Mechelen deportiert 10.10.1942 Auschwitz ermordet 12.10.1942          | Bild gesucht BW | Marion Marianne Koopmann wurde am 19.10.1930 in Weeze geboren. Sie emigrierte nach Belgien und wurde aus Mechelen (Malines) am 10.10.1942 in das KZ Auschwitz deportiert.                                                                        |
|     | Rosemarie Koopmann | Kevelaerer Straße 32 ⊙ | Hier wohnte Rosemarie Koopmann Jg. 1932 Flucht 1938 Belgien interniert 7.10.1942 Mechelen deportiert 10.10.1942 Auschwitz ermordet 12.10.1942       | Bild gesucht BW | Rosemarie Koopmann wurde am 18.2.1932 in Weeze geboren. Sie emigrierte nach Belgien und wurde aus Mechelen (Malines) am 10.10.1942 in das KZ Auschwitz deportiert.                                                                               |
|     | Heinrich Koopmann  | Kevelaerer Straße 32 ⊙ | Hier wohnte Heinrich Koopmann Jg. 1894 Flucht 1938 Belgien interniert 7.10.1942 Mechelen deportiert 10.10.1942 Auschwitz ermordet 12.10.1942        | Bild gesucht BW | Heinrich Koopmann wurde am 14.11.1894 in Weeze geboren. Er emigrierte nach Belgien und wurde aus Mechelen (Malines) am 10.10.1942 in das KZ Auschwitz deportiert.                                                                                |
|     | Simon Hertz        | Alte Heerstraße 11 ⊙   | Hier wohnte Simon Hertz Jg. 1888 'Schutzhaft' 16.6.1942 Zuchthaus Weeze vor Deportation Flucht in den Tod 17.7.1942                                 | Bild gesucht BW | Simon Hertz wurde am 6.7.1888 in Issum geboren und war wohnhaft in Geldern und Weeze. Er war vom 17.11.1938 bis zum 30.12.1938 im KZ Dachau inhaftiert. Zurück in Wege wählte er am 17.6.1942 den Suizid.                                        |
|     | Leonhard Koopmann  | Wasserstraße 55 ⊙      | Hier wohnte Leonhard Koopmann Jg. 1862 deportiert 1942 Theresienstadt tot 28.3.1943                                                                 | Bild gesucht BW | Leonhard Koopmann wurde am 17.11.1862 in Weeze geboren. Er wurde am 25.7.1942 mit dem Transport VII/2, č. 609 ab Düsseldorf nach Terezín deportiert. Am 28.2.1943 wurde er im KZ Theresienstadt ermordet.                                        |